# Gare de Droujkivka
La gare de Droujkivka  (en ukrainien : Дружківка (станція), en russe : Дружковка (станция)) est une gare du Réseau ferré de Donestk. Elle est située dans la ville de Droujkivka au sud de Kramatorsk en Ukraine.

## Histoire
La ville a commencé à se développer après l'ouverture de la gare de Droujkivka en 1869, sur la voie ferrée Koursk – Kharkov – Azov. La gare a été frappée en janvier 2023 par une attaque russe detruisant du matériel ukrainien.

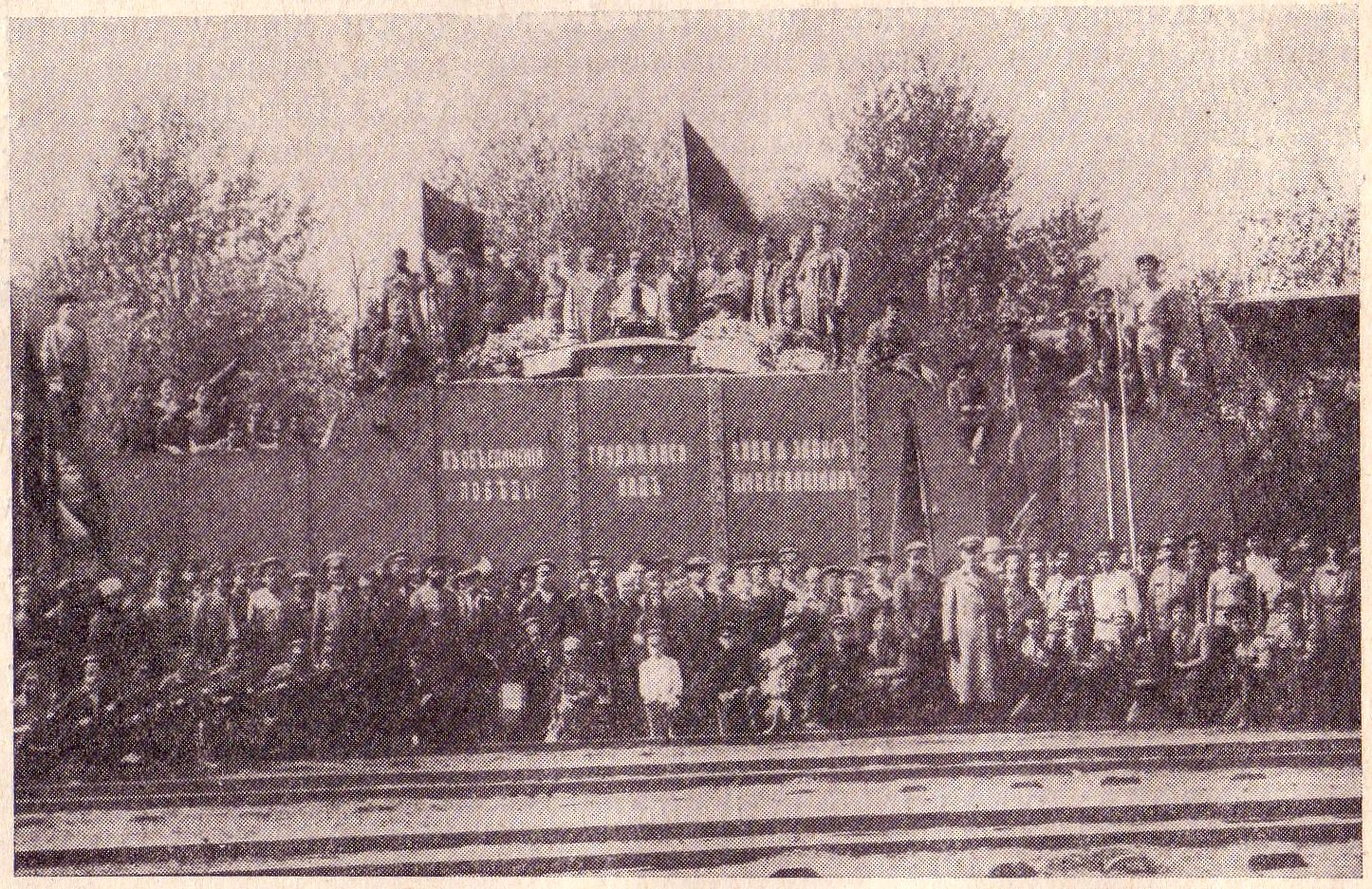
En 1919, train blindé de l'Armée rouge en la gare.
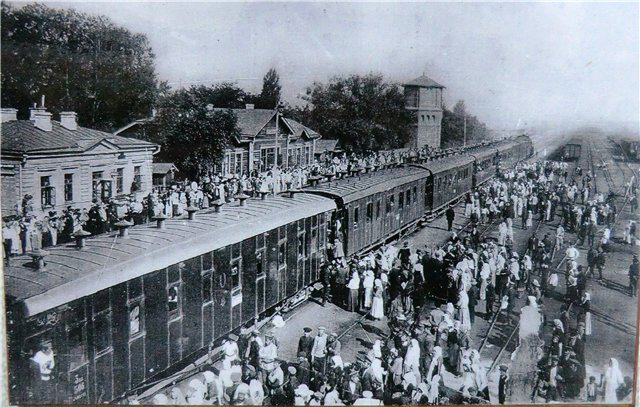
Soldats russes en 1917.